# 가랴쿠
가랴쿠(嘉暦, かりゃく)는 일본의 연호(元号) 중 하나이다.
- 전후 : 쇼추(正中) 이후 - 겐토쿠(元徳) 이전.
- 시기 : 1326년~1328년
- 천황 : 고다이고 천황
- 쇼군 : 가마쿠라 막부의 모리쿠니 친왕
- 싯켄 : 호조 다카토키, 사다아키, 모리토키

## 개원
- 쇼추 3년 4월 26일(율리우스력 1326년 5월 28일), 역병과 지진으로 인해 개원(改元).
- 가랴쿠 4년 8월 29일(율리우스력 1329년 9월 22일), 겐토쿠로 개원된다.

## 출전
《구당서》의 “四序嘉辰、歴代増置、宋韻曰、暦数也”

## 가랴쿠 시기에 일어난 일

### 죽음
- 원년
  - 고레야스 친왕 (향년 62세)

## 서력과의 대조표
| 가랴쿠 | 원년   | 2년    | 3년    | 4년    |
| ------ | ------ | ------ | ------ | ------ |
| 서력   | 1326년 | 1327년 | 1328년 | 1329년 |
| 간지   | 병인   | 정묘   | 무진   | 기사   |

## 같이 보기
- 일본의 연호 일람

| 이전 쇼추 | 일본의 연호 1326년 ~ 1329년 | 다음 겐토쿠 |